# 고시가야역
고시가야역(일본어: 越谷駅, こしがやえき)은 일본 사이타마현 고시가야시에 있는 도부 철도 이세사키 선의 역이다. 역 번호는 TS 21이다.

## 역사
- 1920년 4월 17일: 고시가야 역(일본어: 越ヶ谷駅)으로 영업 개시.
- 1956년 12월 1일: 고시가야 역(일본어: 越谷駅)으로 역명 변경.
- 1966년 9월 22일: 18시 25분경 고시가야 역 구내 제79호 건널목에서 버스 추돌 사고 발생으로 상행 특급 열차와 도부 철도 버스가 충돌하여 4명이 숨지고 12명이 부상.
- 1972년: 역전 광장이 700m2에서 4300m2으로 확장됨. 고시가야 역 정차장 신설 기념비가 히사이즈 신사로 옮김[2].
- 1982년: 역사가 2층으로 개축되어 2층에 찻집과 도부 북스 "북스 고시가야"가 입점함. 아울러, 고시가야 역 로터리가 완성되어 분수대 설치.
- 1989년 8월 30일: 니시구치 개설.
- 1993년 10월 8일: 하행선 고가화.
- 1994년 11월 2일: 상행선 고가화.
- 1995년 12월 7일: 상행 승강장의 엘리베이터 1기와 에스컬레이터 1기가 가동 개시.
- 1996년
  - 3월 18일: 상행 승강장의 에스컬레이터 1기 가동 개시.
  - 12월 21일: 하행 승강장의 엘리베이터 1기와 에스컬레이터 2기가 가동 개시.
- 1997년 3월 25일: 고가 복복선화 완료. 소카 발착의 열차가 당역까지 연장됨.
- 2001년 3월 28일: 고시가야 ~ 기타코시가야 역 구간 고가 복복선화 완성에 따라, 당역 시,종착이 기존의 기타코시가야 발착으로 돌아가면서 폐지됨.
- 2010년 12월 20일: 발차 멜로디 도입.
- 2011년 11월: 기념비가 역전 광장으로 귀환됨.
- 2012년
  - 3월 17일: TS 21의 역 번호 도입.
  - 8월: 동쪽 출입구의 역 광장이 7000m2로 확장됨. 역사나 고시가야 트윈 시티를 연결하는 지붕형 통로를 설치함.
  - 9월 30일: 정기권, 회수권 매장이 영업 종료.
- 2013년 2월: 발차표를 갱신하고 접근벨을 도입함.

## 역 구조
섬식 승강장 2면 6선의 고가역이다. 소카 역과 같은 구조에서 급행선 외측에 특급 열차 등이 주행하는 통과선이 있다. 소카 역에서는 통과선에도 번호가 부여되어 있지만 본 역의 승강장 번호는 1 ~ 4번 선으로 안내되고 있다.
북쪽의 기타코시가야까지 복복선 공사가 마무리되지 않았던 시기에는 본 역 회송 열차가 설정되어 있었다. 또한, 본 역까지 복복선의 공용을 개시했을 때는 남쪽의 신코시가야 방향으로 완행선 전용의 가설 승강장과 완행선에서 급행선으로 전선하는 분기기가 있었다. 이들은 기타코시가야까지 복복선의 공용을 개시했을 때 사용 중단되었다.
지상역 시절에는 상행선이 단선 승강장이었고 하행선이 섬식 승강장의 2면 3선의 구조였으며, 옛 1번 선이 상행선, 옛 2번 선이 하행 대피선, 옛 3번 선에 하행 본선이 있었고 상행 본선과 하행 대피선 사이에 중앙선이 있었고 역의 서쪽으로 측선이 1선 설치되어 있었다.
2010년 12월 20일부터 발차 멜로디가 도입되었다.

### 승강장
| 번호 | 노선                 | 방향 | 궤도   | 행선                                                                                                |
| ---- | -------------------- | ---- | ------ | --------------------------------------------------------------------------------------------------- |
| 1    | 도부 스카이트리 라인 | 상행 | 급행선 | 신코시가야・기타센주・도쿄 스카이트리・아사쿠사・ 한조몬 선 시부야・ 도큐 덴엔토시 선 주오린칸 방면 |
| 2    | 도부 스카이트리 라인 | 상행 | 완행선 | 신코시가야・기타센주・도쿄 스카이트리・아사쿠사・ 히비야 선 나카메구로 방면                         |
| 3    | 도부 스카이트리 라인 | 하행 | 완행선 | 기타코시가야・기타카스카베・도부 도부쓰코엔・ 닛코 선 미나미쿠리하시 방면                           |
| 4    | 도부 스카이트리 라인 | 하행 | 급행선 | 가스카베・도부 도부쓰코엔・ 이세사키 선 구키・ 닛코 선 미나미쿠리하시 방면                          |

- 상기 노선명은 여객 안내 상의 명칭("도부 스카이트리 라인"의 애칭)으로 표기하고 있다.
- 낮의 급행은 시간대를 불문하고 본 역에서 2 ~ 3분 정도의 시간 조정을 실시한다. 이 사이에 특급이 급행을 통과하는 광경이 보인다.

## 역 주변
고시가야 시 중부의 주택가에서 역 동쪽 방면에는 시청 등의 청사가 있다. 역전에는 동쪽 출입구와 서쪽 출입구 양쪽에 로터리가 정비되어 쇼핑 몰 "파인 고시가야"가 역 구내에 병설되었다.
- 고시가야 시청
- 고시가야 시 중앙 시민 회관
- 고시가야 트윈 시티
  - 푸드 스퀘어 카스미 고시가야 트윈 시티점
  - 돗쿄 의과 대학 고시가야 병원 부속 연구・예방 의학 센터
  - 고시가야 시 패스포트 센터
  - 고시가야 시 시민 활동 지원 센터
  - 고시가야 시 도서관 중앙 도서실
  - 일본연금기구 고시가야 연금 사무소
- ALCo고시가야 쇼핑 스퀘어
  - 푸드 스퀘어 카스미알코 고시가야점
- 국토교통성 에도가와 강 사무소 나카가와 출장소
- 사이타마 현 고시가야 합동청사
  - 사이타마 현 고시가야 현세 사무소
  - 사이타마 현 고시가야 현토 정비 사무소
  - 사이타마 현 고시가야 건축 안전 센터
  - 사이타마 현 고시가야 환경 관리 사무소
- 고시가야 공공 직업 안정소(헬로우 워크)
- 고시가야 시 도서관
- 고시가야 시민 구장
- 사이타마 현립 고시가야 고등학교
- 사이타마 현 고시가야히가시 고등학교
- 사이타마 현 고시가야 종합 기술 고등학교
- 고시가야 시립 고시가야 초등학교
- 중앙 보육원
- 고시가야 시립 병원
- 고시가야 시 보건소
- 고시가야 시 고시가야 종합 운동장
- 사이타마 현 경찰 고시가야 경찰서
- 사이타마 현 경찰 동부 기동 센터
- 사이타마 지방 법원 고시가야 지부
  - 고시가야 간이 재판소
- 사이타마 지검 고시가야 지부
  - 고시가야 구 검찰청
- 사이타마 지방 법무국 고시가야 지국
- 고시가야 가와라조네 우편국
- 미쓰비시도쿄UFJ은행 고시가야 지점, 고시가야 역 지점(동일 건물)
- 미쓰이스미토모 은행 고시가야 지점
- 미즈호 은행 고시가야 지점
- 사이타마 리소나 은행 고시가야 지점
- 무사시노 은행 고시가야 지점
- 도치기 은행 고시가야 지점
- 고시가야 세무서
- 고시가야 아카야마 우체국
- 도치기 은행 고시가야니시 지점
- 아카야마 제2 보육원
- 오기하라 제일 유치원
- 신코시가야 병원

## 사진

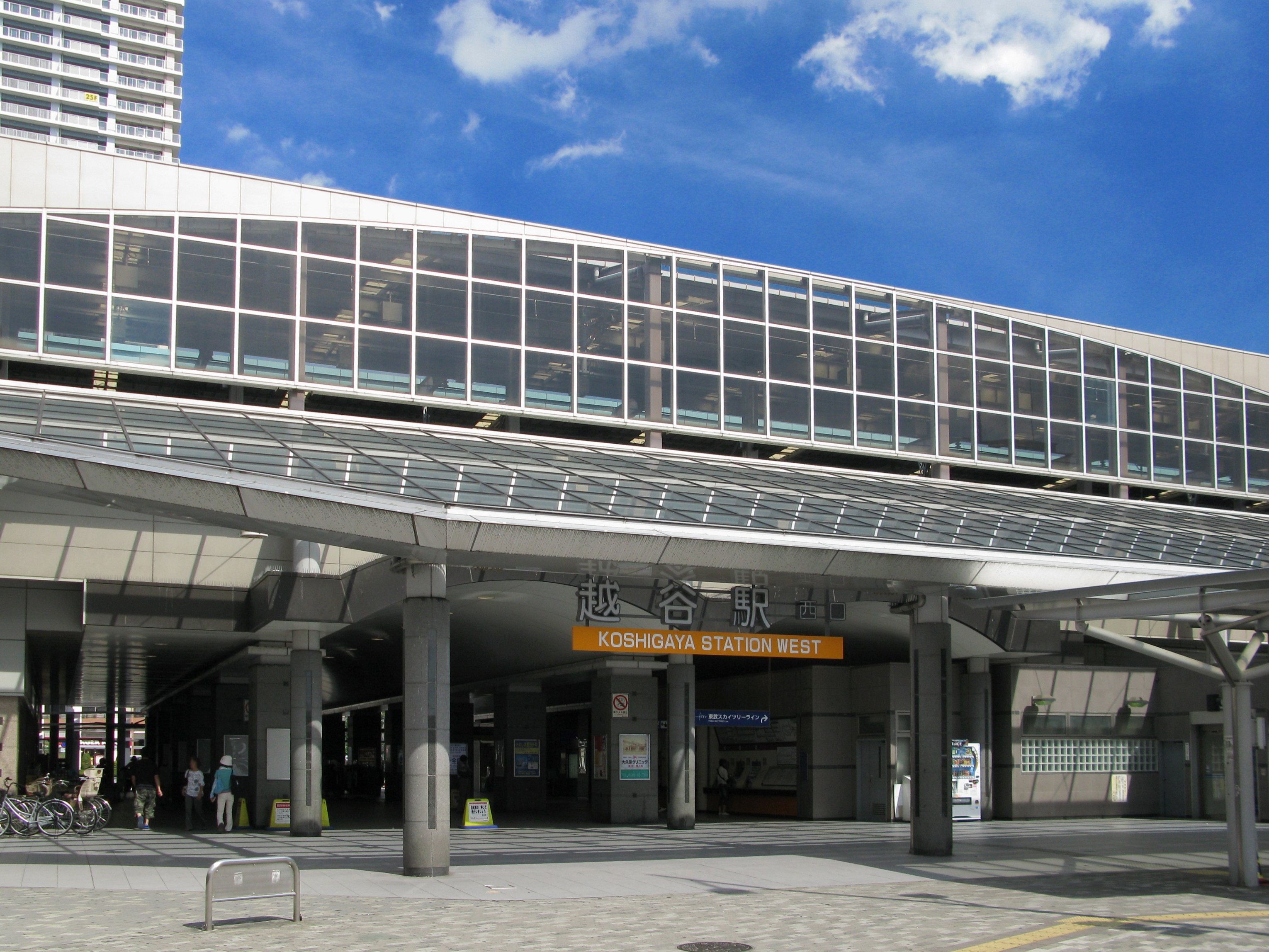
서쪽 출입구
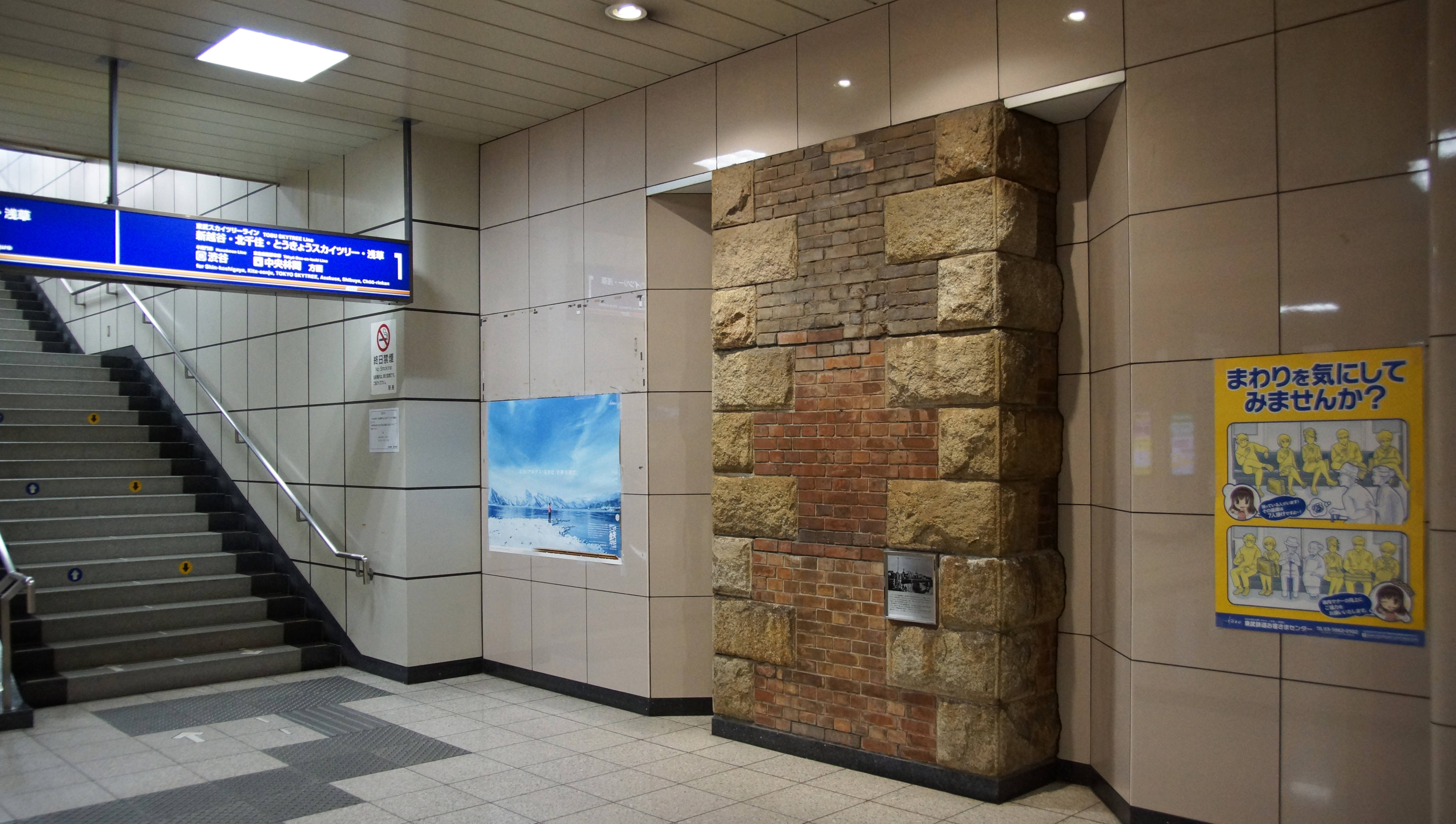
대합실 내 벽돌
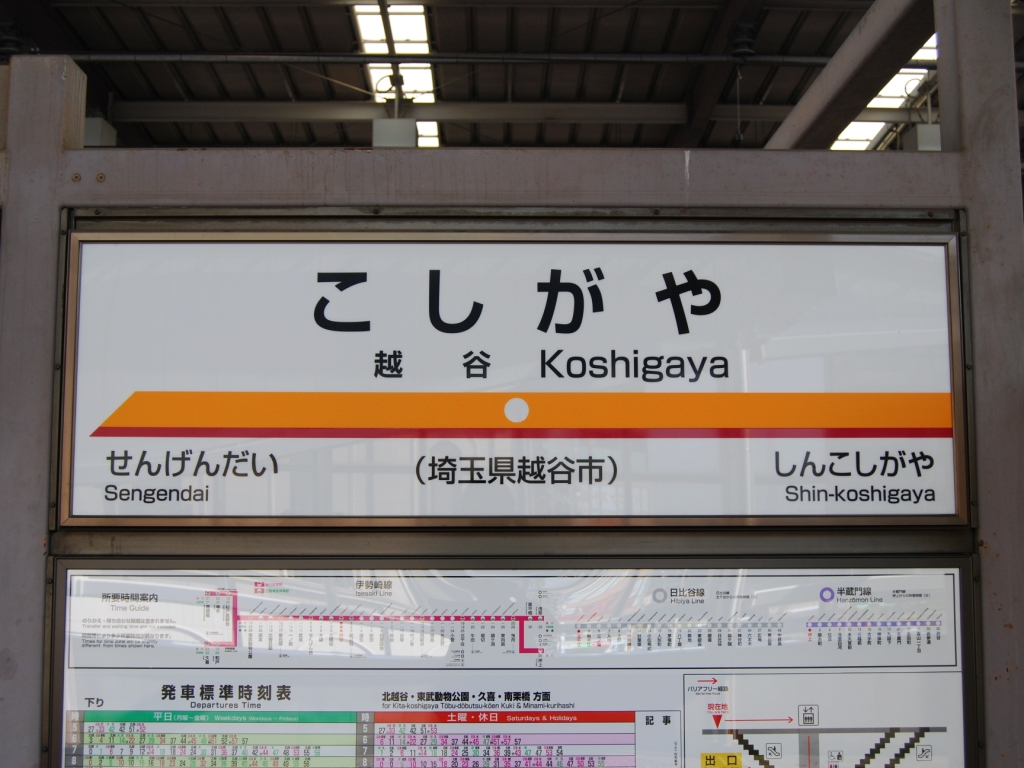
역명판

## 인접역
| 도부 철도 이세사키 선(도부 스카이트리 라인) | 도부 철도 이세사키 선(도부 스카이트리 라인) | 도부 철도 이세사키 선(도부 스카이트리 라인) |
| ------------------------------------------- | ------------------------------------------- | ------------------------------------------- |
| TS 20 신코시가야 아사쿠사 방면              | ■ 급행 ■ 구간급행                           | 센겐다이 TS 24 도부 도부쓰코엔 방면         |
| TS 20 신코시가야 아사쿠사 방면              | ■ 준급 ■ 구간준급 ■ 보통                    | 기타코시가야 TS 22 도부 도부쓰코엔 방면     |